# Fusion (rollespil)
|  | For andre betydninger, se Fusion |
Fusion er et dansk rollespilsystem, der foregår i Danmark anno ca. 2012, i en storby præget af privatisering, åbne grænser, okkultisme, social nød og kriminalitet.
Fusion er skrevet af Malik Hyltoft og Palle Schmidt. Grundbogen blev udgivet i 2000 på forlaget Høst & Søn.

## Bøger
Der er udgivet tre bøger til Fusion over årene.
Grundbogen indeholder bl.a. regler, en beskrivelse af den nær-fremtids-verden, Fusion udspiller sig i, seks scenarier, plotideer, m.m. Den er skrevet af Malik Hyltoft og Palle Schmidt
I en God Sags Tjeneste er en rollespilkampagne bestående af syv sammenhængende scenarier. Spillernes indgangsvinkel er et større medicinalfirma, der hyrer detektiver til at efterforske sager om industrispionage. Historien udvikler sig med indblanden fra ekstremistiske miljøorganisationer og terroristgrupper. Bogen er skrevet af Malik Hyltoft og Palle Schmidt.
Som Landet Ligger er en scenarie-antologi med bidrag fra en række danske rollespilforfattere samt en sourcebook om provinsen og det mørke Jylland. Bogen indeholder scenarier skrevet af Ask Agger, Lars Andresen, Sanne Harder, Peter Dyring-Olsen, Per Fischer, Max Møller, Palle Schmidt og Lars Vilhelmsen.